# Barksløjd
Barksløjd omfatter fremstilling af dagligdags ting af birkebark i sløjd, husflid og kunsthåndværk.
Barksløjd er udbredt i Skandinavien, Finland og Rusland, ikke mindst hos samerne som en del af samesløjd, og vi anvender på dansk ofte det svenske ord näverslöjd (på norsk: neversløyd).
Typiske ting fremstillet af birkebark (näver) er: Små dåser og æsker med låg, sukkerskåle, tasker, brillefutteraler, flaskeskjulere, julepynt, flettede bånd og remme m.v.
Der er to grundlæggende tekniker i barksløjd. Den ene er at skære birkebarken ud i lange strimler, der flettes sammen; og den anden er at bearbejde hele stykker i en svøbeteknik som kendt fra ovale shaker-æsker, tejner og spånsløjd. Barken kan også anvendes til udsmykning med en teknik, der minder om intarsia, hvilket især er udbredt i Rusland. På tysk er materialet kendt som Birkenleder (birkelæder), og der er da også ligheder mellem produkter af læder og birkebark.
Barken fra danske birketræer er for tynd, så vi importerer i reglen fra Sverige.